# May Britt

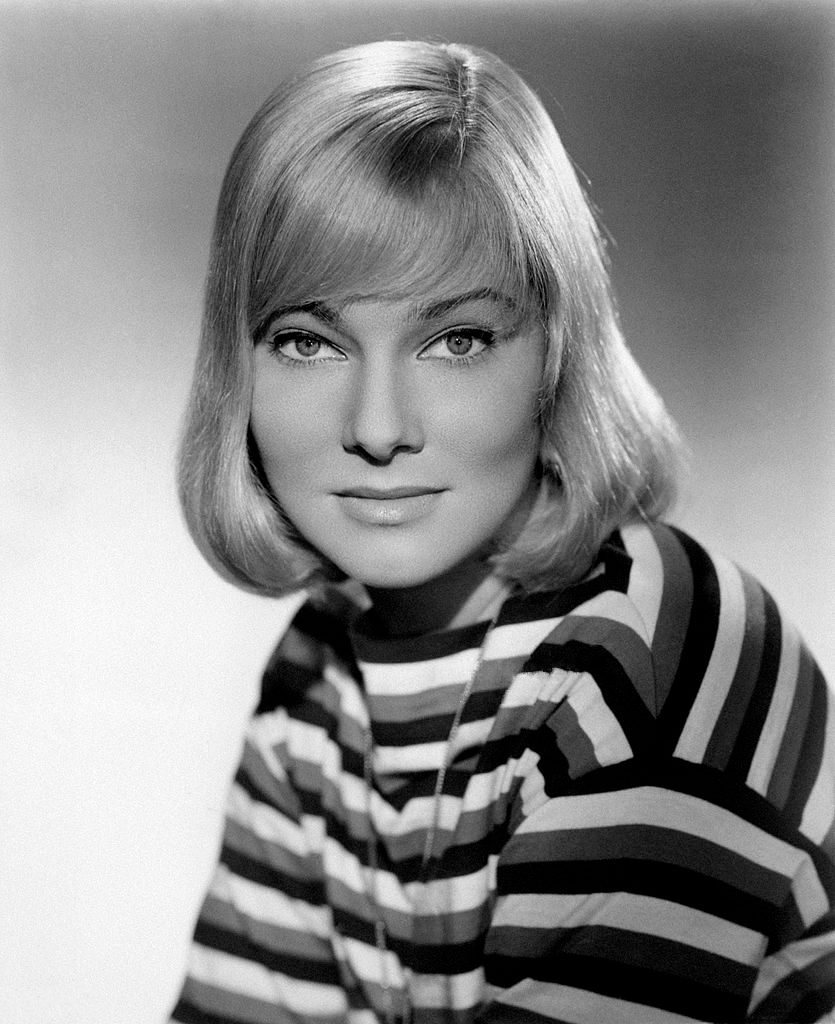
May Britt în 1950

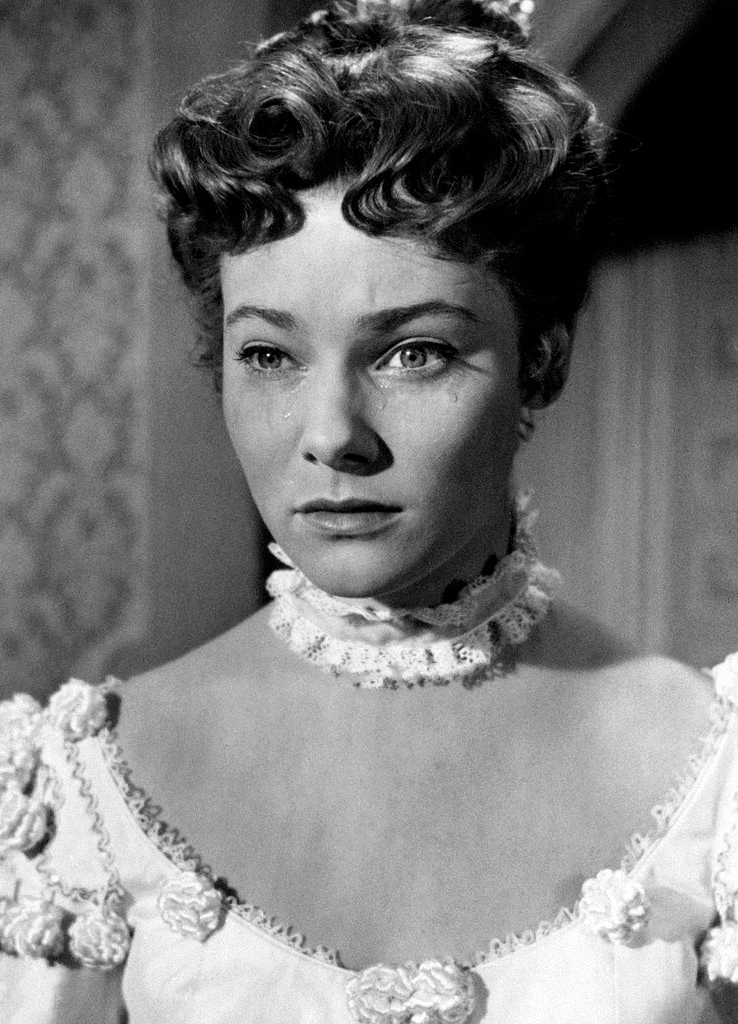
Britt în filmul Cavalleria rusticana (1953)

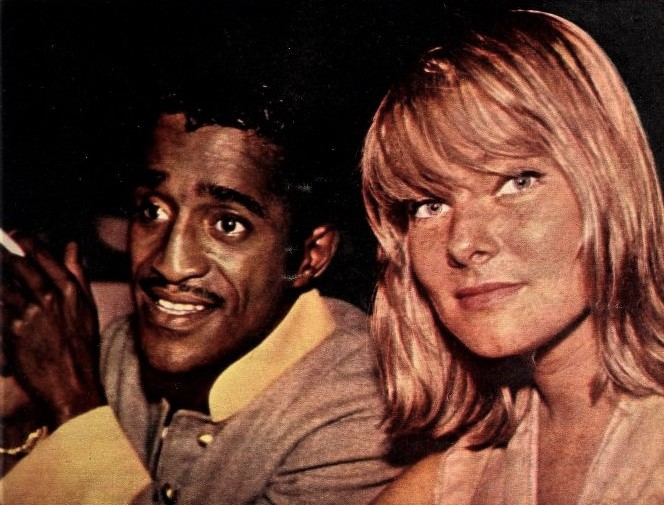
May Britt împreună cu soțul ei Sammy Davis Jr.

Mai Britt, pe numele ei adevărat Maybritt Wilkens (n. 22 martie 1934, Gustav Vasa parish⁠(d), Comitatul Stockholm, Suedia) este o fostă actriță suedeză. A făcut o scurtă carieră în cinematografia italiană și americană din anii 1950. După ce s-a căsătorit în 1960 cu Sammy Davis Jr., s-a retras din cinematografie. 

## Biografie
Britt a fost descoperită în 1951 de către Carlo Ponti și Mario Soldati când, la doar optsprezece ani, a lucrat ca asistentă al unui fotograf din Stockholm. Producătorul și regizorul au fost în Suedia pentru a selecta o blonda tânără pentru rolul principal din filmul Jolanda, fiica Corsarului Negru. S-au dus la studioul foto unde lucra Britt, pentru a vedea fotografii ale unor modele. Când au văzut-o însă, au ales-o imediat pentru acest rol, oferindu-i un contract de lucru. 

## Filmografie selectivă
- 1952 Jolanda, la figlia del Corsaro Nero, regia Mario Soldati
- 1953 Infidelele (Le infedeli), regia Steno și Mario Monicelli
- 1953 Lupoaica (La lupa), regia Alberto Lattuada
- 1953 Il più comico spettacolo del mondo, regia Mario Mattoli
- 1953 La nave delle donne maledette, regia Raffaello Matarazzo
- 1953 Cavalleria rusticana, regia Carmine Gallone
- 1954 Vergine moderna, regia Marcello Pagliero
- 1955 Silenzio... si spara! (Ça va barder), regia John Berry
- 1955 L'ultimo amante, regia Mario Mattoli
- 1955 Prigionieri del male, regia Mario Costa
- 1956 Război și pace (War and Peace), regia King Vidor
- 1958 Tinerii lei (The Young Lions), regia Edward Dmytryk
- 1958 I cacciatori (The Hunters), regia Dick Powell
- 1959 L'angelo azzurro (The Blue Angel), regia Edward Dmytryk
- 1960 Sindacato assassini (Murder, Inc.), regia Burt Balaban și Stuart Rosenberg
- 1977 Haunts - Spettri del passato (Haunts), regia di Herb Freed (1977)